# Punta del Diablo
Punta del Diablo (übersetzt Kap des Teufels) ist ein im Departamento Rocha gelegener Badeort im Südosten Uruguays.
Er liegt 298 km von der Hauptstadt Montevideo entfernt an der Atlantikküste. Rund 40 Kilometer nordöstlich befindet sich die brasilianisch-uruguayische Grenze bei der Stadt Chuy. Das ursprüngliche Fischerdorf, dessen 389 Einwohner (Stand: 2004) überwiegend als Fischer und Kunsthandwerker tätig sind, ist eines der bedeutendsten touristischen Ziele an der Küste Uruguays. Es stellt dabei aufgrund seiner Ursprünglichkeit und seines wenig modernen und mondänen Erscheinungsbildes den kompletten Gegenentwurf zum schicken, etwa 200 km entfernten Punta del Este dar. Punta del Diablo kann man dabei wohl als sogenanntes Aussteigerdorf bezeichnen. Trotzdem übt es eine hohe Anziehungskraft auf Touristen aus Argentinien, Brasilien und auch Europa aus und ist ein unter anderem bei Surfern beliebtes Urlaubsziel.
In den Gewässern vor Punta del Diablo leben zudem Meeresschildkröten, deren Bestand gefährdet ist.

## Einwohner
Im Jahr 2011 hatte Punta del Diablo 823 Einwohner, davon 448 männliche und 375 weibliche.
Ergebnisse der Volkszählungen:
| Jahr | Einwohner |
| ---- | --------- |
| 1963 | -         |
| 1975 | -         |
| 1985 | 199       |
| 1996 | 318       |
| 2004 | 389       |
| 2011 | 823       |

Quelle: Instituto Nacional de Estadística de Uruguay

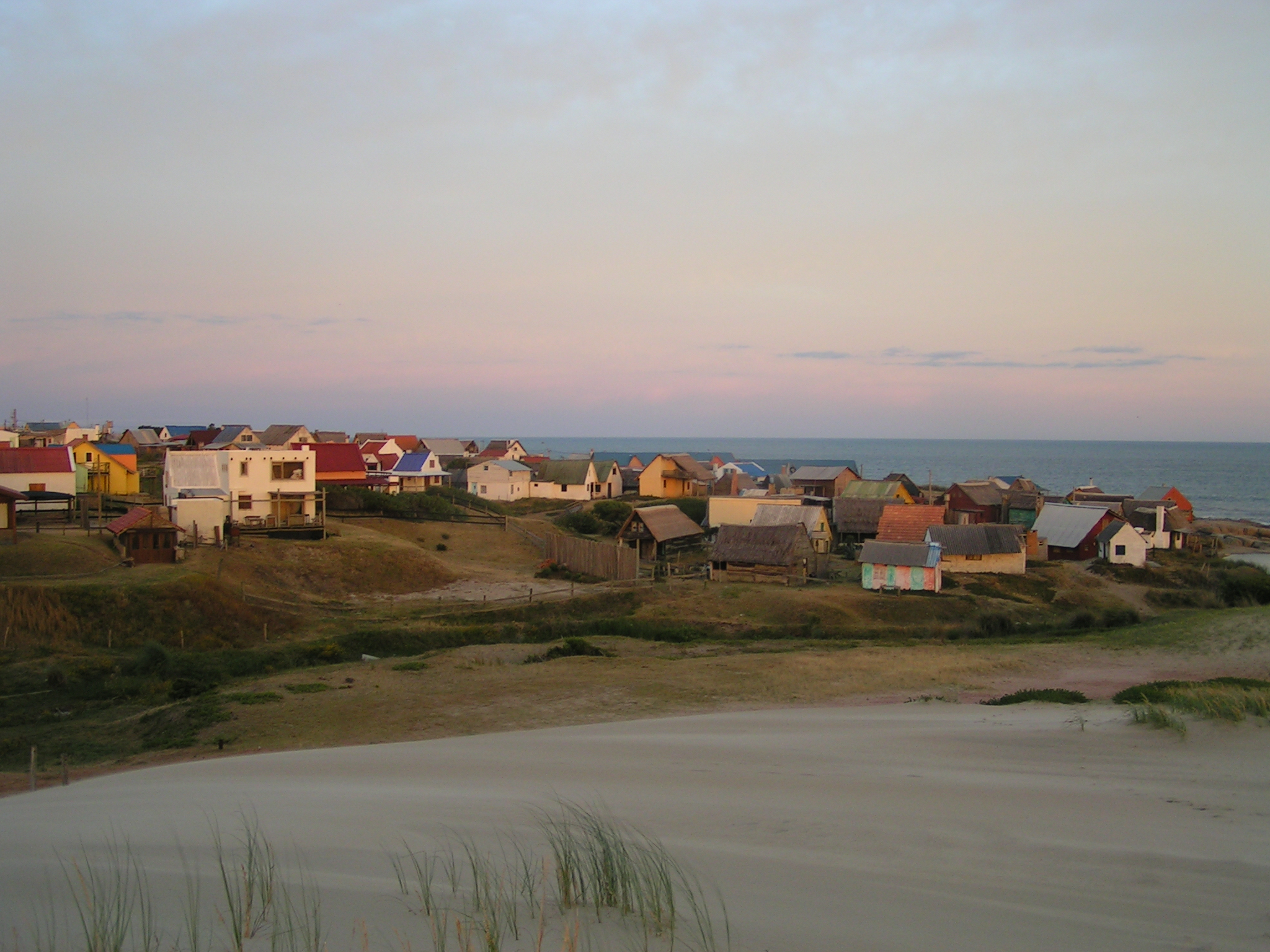
Sonnenuntergang in Punta del Diablo
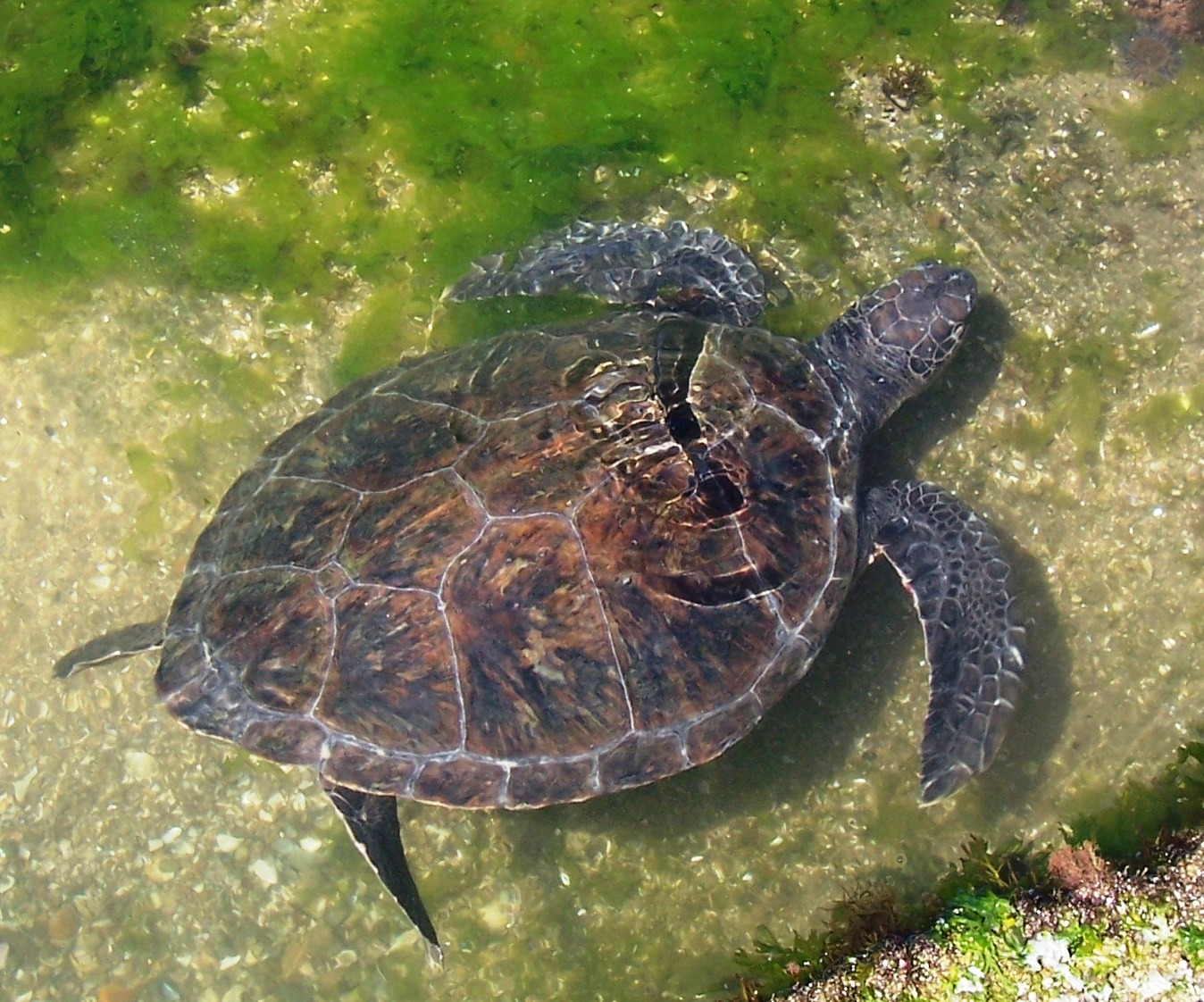
Tortuga Verde bei Punta del Diablo
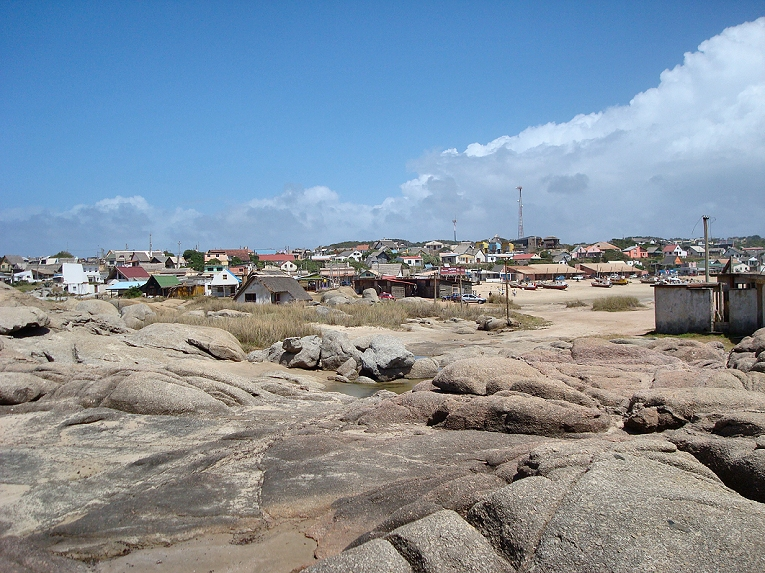
Blick auf Punta del Diablo